# Ovipennis
Genre
Ovipennis est un genre de lépidoptères (papillons) asiatiques de la famille des Erebidae et de la sous-famille des Arctiinae.

## Systématique
Le genre Ovipennis a été créé en 1900 par l'entomologiste britannique George Francis Hampson (1860-1936).

## Liste des espèces
Selon FUNET Tree of Life (18 octobre 2020) :
- Ovipennis dudgeoni (Elwes, 1890)
- Ovipennis bicolora Fang, 1986
- Ovipennis binghami Hampson, 1903
- Ovipennis thomasi Cerný, 2009
- Ovipennis connexa (Wileman, 1910)
- Ovipennis insolita (Volynkin, Cerný, Barsaikhan & Bae, 2019)
- Ovipennis flavivenosa (Moore, 1878)
- Ovipennis y-nigrum (Dubatolov & Bucsek, 2013)
- Ovipennis joshii (Volynkin & Cerný, 2019)
- Ovipennis meyi (Volynkin & Cerný, 2019)
- Ovipennis phaeodonta  (Hampson, 1911)
- Ovipennis arrigera  (Volynkin & Cerný, 2019)
- Ovipennis mophi (Volynkin & Cerný, 2019)
- Ovipennis nebulosa (Moore, 1878)
- Ovipennis monocornuta (Volynkin & Cerný, 2018)
- Ovipennis anomala (Elwes, 1890)
- Ovipennis fansipana (Volynkin & Cerný, 2017)
- Ovipennis nangkwak (Volynkin & Cerný, 2017)
- Ovipennis incompletostriga (Volynkin & Cerný, 2017)
- Ovipennis rawanga (Volynkin & Cerný, 2017)
- Ovipennis miloslavae (Cerný, 2016)